# Zulima
Zulima, seudónimo de Lina López de Aramburu, fue una poeta, novelista y dramaturga venezolana, nacida en Caracas en una fecha todavía no determinada de mediados del siglo XIX y fallecida en los albores del siglo XX. Zulima fue una de las primeras novelistas femeninas venezolanas, así como la primera dramaturga femenina de este país.

## Biografía

### Primeros años
Poco se conoce de la biografía de Lina López de Aramburu, salvo que fue una escritora venezolana del siglo XIX que firmaba bajo el seudónimo Zulima, nombre quizá adoptado de la tragedia homónima de Voltaire, traducida al español por Andrés Bello en 1801. Para Ángel Gustavo Infante, "el silencio que signó a las mujeres de entonces terminó por borrar todos sus datos."

### Trayectoria literaria

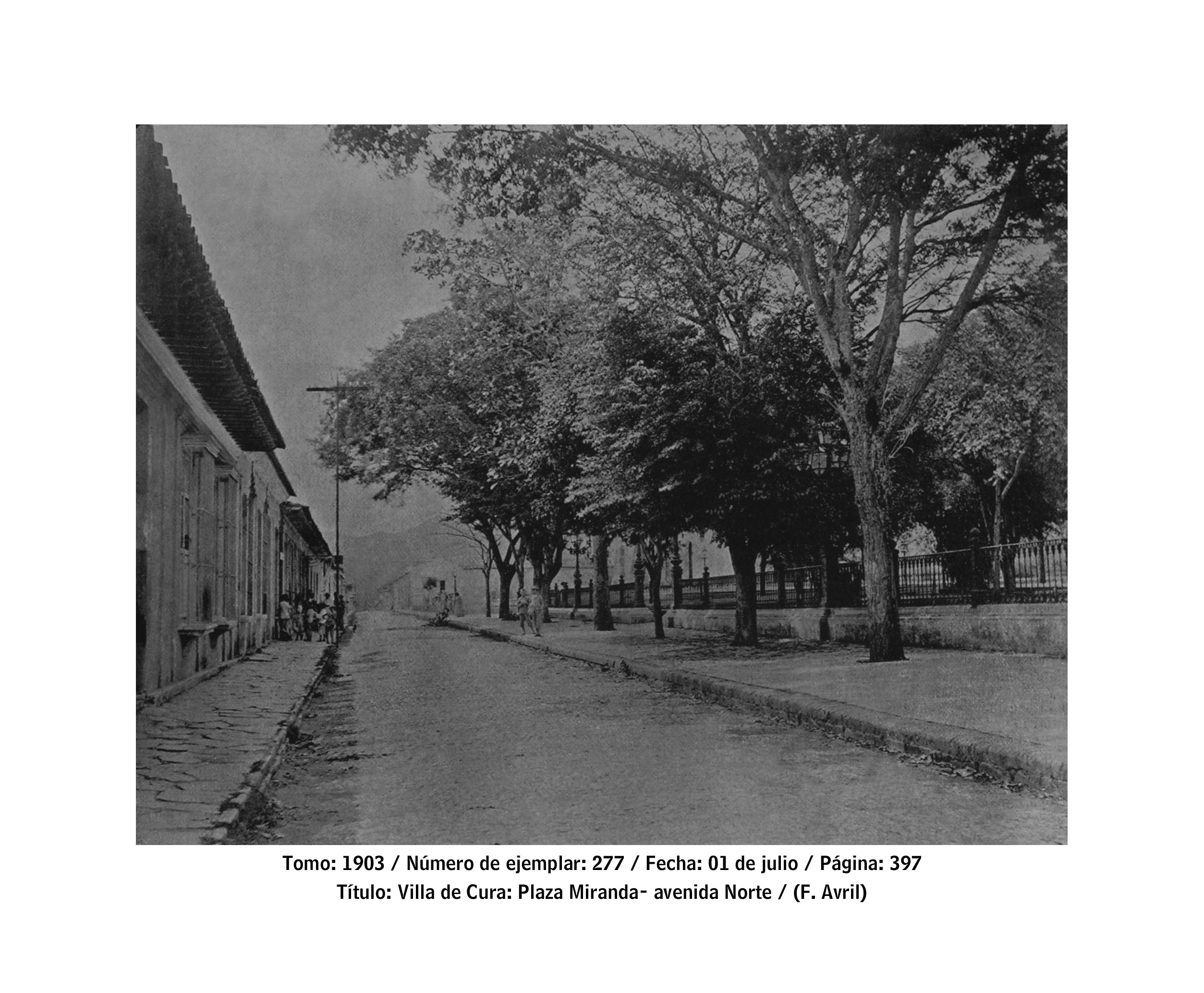
Plaza Miranda de Villa de Cura, ciudad en la que se desarrolla la trama de María o el despotismo.

Zulima fue poeta, novelista y dramaturga. De su obra se conservan tres novelas: El medallón (1885); Un crimen misterioso  y una compilación que contiene poemas, cuentos y poesías titulada "Literatura", ambos textos en un mismo volumen (1889); Blanca o Consecuencias de la vanidad (1896) y dos piezas teatrales, María o el despotismo (1885) La carta o el remordimiento (1900). 
En 1907 publica su último libro conocido, el poemario Los sueños de Zulima.
Su primera novela, El Medallón, fue publicada en la Imprenta Nacional de Caracas.

Ese mismo año publica, también en la Imprenta Nacional, la obra de teatro María o el despotismo, un drama en tres actos cuya trama se desarrolla en la ciudad de Villa de Cura. La obra fue publicada bajo recomendación de Antonio Leocadio Guzman, en el marco del centenario del natalicio de Simón Bolívar. Junto con la publicación de la obra, se incluyó la siguiente carta de Guzman:
Caracas: 6 de julio de 1883
A Zulima,
Esta Junta, al dar á U. las gracias á nombre del Gobierno por el manuscrito titulado María y que presenta Ú. como ofrenda al Libertador en el primer Centenario de su natalicio tiene la satisfacción de participarle que será incorporado en sección literaria de la Exposición Nacional. 
Dios y Federación.

Antonio L. Guzman
En 1889 publica Un crimen misterioso, una novela de estilo policíaco, en el que Berta Osorio de Santelmo, la protagonista, una ama de casa, desvela el enigma detrás de dos asesinatos atribuidos al general Pablo Querales. La trama se desarrolla en Caracas tras la Guerra Federal.
En 1896 publica en la Imprenta Bolívar su última novela, Blanca o Consecuencias de la vanidad. Finalmente, su obra de teatro La carta o el remordimiento será publicada en el año 1900.
En 1907 publica su último libro conocido, el poemario Los sueños de Zulima.

## Legado
Zulima fue una de las primeras novelistas venezolanas. Se conoce la obra de otras novelistas mujeres que publicaron en Venezuela a finales del XIX, sin embargo, eran escasas:  María Navarrete publica en Maracaibo ¿Castigo o redención? (1894); Ignacia Pachano de Fombona (seudónimo: Blanca) y Margarita Agostini de Pimentel (seudónimo: Margot) publican Para el cielo  en 1893 y En la playa, de 1894; y Concepción Acevedo de Tailhardat María en 1897. También se conoce el caso de Elisa González de Alegría, habitante de Ciudad Bolívar, autora de dos novelas publicadas en 1893: Alicia o la amiga de los pobres, y El ángel del hogar o la Condesa de Souring. La continuación de esta última obra cuyo título era El amor y el deber, no se ha podido determinar si fue o no publicada. De acuerdo con Diego Rojas Ajmad "en Primer libro venezolano de literatura, ciencias y bellas artes, de 1895, que sirve como antología o vitrina de la cultura venezolana de ese entonces, se hace mención de nuestra autora con la siguiente frase: «Elisa González de Alegría, novelista». Nada más".
Sin embargo, el caso de Zulima es particular, pues a diferencia de las autoras antes mencionadas, su obra ha sido conservada.
López de Aramburu “replantea el funcionamiento del amor de pareja, de los celos, de la rabia y de la repugnancia", generando así "nuevos marcos desde donde leer las subjetividades que poblaban la Venezuela de las últimas décadas del siglo XIX". López de Aramburu "va a trastocar la figura de la mujer-ángel que el Romanticismo venezolano se había apropiado de la ética victoriana y, desde su reconfiguración afectiva, va a perfilar lo que bien pudiera comprenderse como el germen de la mujer letrada, de ahí que El medallón, Un crimen misterioso y Blanca o Consecuencias de la vanidad puedan ser leídos como los pasos que conducirán al nacimiento de una mujer intelectual en Venezuela.”
De acuerdo con Mariana Libertad Suárez, “podría decirse que El medallón, Un crimen misterioso y Blanca darán cuenta de diferentes procesos de subjetivación femenina iniciados en un período en el que el imaginario venezolano se movilizaba permanentemente, en el que la novela nacional debía consolidarse y en el que, al mismo tiempo, los grandes intelectuales necesitaban limitar y organizar el lugar de cada grupo social dentro del proyecto de modernización. Se trata pues de tres obras con las que, si bien se apela al fatum romántico, también se movilizan las marcas de origen hasta conseguir que el varón letrado resulte menos racional y respetable y, por extensión, la mujer deseante deje de ser el origen del mal y pase a ser una víctima más del poder.” Para Oswaldo Larrazábal, “Zulima es la primera novelista que aboga a favor de la liberación de la mujer [y] por [su] educación”
A pesar de la importancia de su obra, López de Aramburu ha tenido un estatus bastante marginal dentro de la literatura venezolana. A pesar de que el drama María o el despotismo, fuese incorporado a la sección literaria de la exposición conmemorativa por el natalicio del Libertador, como señalan Carmen América Affigne y Mariana Libertad Suárez “el título de la obra fue omitido en los registros posteriores de la conmemoración que hicieron Adolfo Ernst (1886) y Rafael Ramón Castellanos (1983). Esta supresión no es un acto azaroso, por el contrario, obedece a que, en la década de los ochenta, el lugar de las mujeres escritoras todavía estaba por hacerse o, lo que es lo mismo, era un territorio incompleto y poco poblado, de ahí que, si bien se podía incluir una voz femenina en medio de todas las que constituían el homenaje a Bolívar, había que dejar claro su carácter excepcional. Así pues, tuvieron que pasar dos años para que este drama escrito por una mujer que incorporó el espacio doméstico como lugar sagrado de los inicios de la nación fuera publicado y cinco más para que La carta y el remordimiento, la segunda pieza teatral de López de Aramburu, saliera de imprenta.”
En 2007, la editorial El Perro y la Rana reeditó su novela Un crimen misterioso y en 2020, la Biblioteca Ayacucho publicó sus tres novelas bajo un solo volumen.
En 2022, en honor a Zulima, la Universidad Nacional Experimental de las Artes crea el Premio Nacional de Dramaturgia Lina López de Aramburu.

## Obra

### Novela
- El medallón (1885)
- Un crimen misterioso (1889)
- Blanca; o consecuencias de la vanidad (1896)

### Teatro
- María o el despotismo (1885)
- La carta o el remordimiento (1900)

### Poesía
- Los sueños de Zulima (1907)